# جينيسيس (أغنية)
جينيسيس "سفر التكوين'' (بالإنجليزية: Genesis) هي الأغنية الثانية من ألبوم الرؤى للمغنية وكاتبة الأغاني الكندية غرايمس صدرت بتاريخ 06 يناير 2012 عن كل من شركتي التسجيلات الموسيقية 4AD وArbutus. تُعد هذه الأغنية من أهم إصدارات المغنية غرايمس بحيث ساهمة في شهرتها على نطاق واسع عند صدورها، بحيث انتشر الفيديو الموسيقي للأغنية على موقع تمبلر، كما صنفتها مجلة موسيقى إكسبرس جديدة في المرتبة السادسة عشر ضمن أفضل 50 أغنية لعام 2012.

## المراكز والشهادات
| البلد                   | الشهادة           | عدد المبيعات/الإستماع الإلكتروني |
| ----------------------- | ----------------- | -------------------------------- |
| المملكة المتحدة (BPI)   | الأسطوانة الفضية  | 200.000                          |
| الولايات المتحدة (RIAA) | الأسطوانة الذهبية | 500.000                          |

| البلد                                      | المركز (حسب عام 2012) |
| ------------------------------------------ | --------------------- |
| المملكة المتحدة (OCC)                      | 37                    |
| المكسيك (Mexico Ingles Airplay, Billboard) | 44                    |

## الفيديو الموسيقي
عُرض فيديو الأغنية في 22 أغسطس 2012. صُوّر الفيديو في لوس أنجلوس وهو من إخراج المغنية بنفسها غرايمس، وشارك في بطولته مغنية الراب وراقصة بروك كاندي، التي تصفها غرايمس بأنها "ملهمة معاصرة للغاية". في الفيديو، تظهر المغنية إلى جانب مجموعة من الأصدقاء وهم يقودون سيارة كاديلاك اسكاليد في الصحراء، ويحملون ثعبانًا أبيض في مؤخرة سيارة ليموزين، ويتخذون وضعيات تصوير في الغابة. حيث قالت غرايمس عن فكرة الفيديو:
 "إنه مستوحى بشكل فضفاض من لوحة رسامي المفضل، هيرونيموس بوش، بعنوان "الخطايا السبع المميتة والأشياء الأربعة الأخيرة". أردتُ أن ألعب بصور العصور الوسطى/الكاثوليكية. نشأتُ في منزل كاثوليكي وذهبتُ إلى مدرسة كاثوليكية، وكان عقلي في طفولتي ينظر إلى الكاثوليكية في العصور الوسطى كفيلم أكشن: هناك هذا الرجل المجنون الحاضر في كل مكان، والذي يمكنه تدميرك في أي لحظة."

## قائمة المراجع
1. ↑  "Genesis - Single by Grimes". iTunes (بالإنجليزية). Archived from the original on 2013-02-28. Retrieved 2025-07-03.
2. ↑  NME (6 Oct 2016). "NME's best albums and tracks of 2012". NME (بالإنجليزية البريطانية). Archived from the original on 2025-05-28. Retrieved 2025-07-03.
3. ↑  "Basement Jaxx, Red Alert, Single - The BPI". BPI (بالإنجليزية). Archived from the original on 2025-06-30. Retrieved 2025-07-03.
4. ↑  "Gold & Platinum". RIAA (بالإنجليزية الأمريكية). Archived from the original on 2025-07-03. Retrieved 2025-07-03.
5. ↑  "Official Independent Singles Chart on 29/4/2012". Official Charts (بالإنجليزية). Archived from the original on 2025-06-19. Retrieved 2025-07-03.
6. ↑  "Grimes | Biography, Music & News". Billboard (بالإنجليزية الأمريكية). Archived from the original on 2025-04-07. Retrieved 2025-07-03.
7. ↑  "The official website for independent record label 4AD". 4AD (بالإنجليزية). Archived from the original on 2025-07-01. Retrieved 2025-07-03.
8. ↑  Battan, Carrie (27 Aug 2012). "Grimes: "Genesis". Pitchfork (بالإنجليزية الأمريكية). Archived from the original on 2025-05-28. Retrieved 2025-07-03.

## وصلات خارجية
- الفيديو الموسيقي لأغنية جينيسيس على منصة يوتيوب.
- أغنية جينيسيس على موقع أول ميوزيك (الإنجليزية).
- أغنية جينيسيس على موقع ديسكوغز (الإنجليزية).